# Robert Fredrik von Kræmer
Robert Fredrik von Kræmer, född 20 augusti 1791 på Gammelgård i Lampis socken, Tavastehus län, Finland, död 25 maj 1880 i Uppsala, var en svensk friherre och landshövding.

## Biografi
Robert Fredrik von Kræmer föddes som son till översten vid arméns flotta Carl Gustaf von Kræmer och Christina Lovisa, född Stiernvall. Han var det sjätte barnet i en skara på sju barn. Eftersom hans far var överste i arméns flotta var det naturligt att hans föräldrar räknade att han hade en framtid som militär. Han blev sergeant vid arméns flottas Sveaborgseskader 25 november 1799, kadett vid 15 års ålder vid kadettskolan på Karlberg 29 sept 1806, utexaminerad den 11 april 1808. Kræmer utnämndes 21 april 1808 till fänrik vid Andra livgrenadjärregementet och transporterades 1810 till Andra Livgardet, som han som bataljonsadjutant medföljde på 1813–14 års fälttåg i Tyskland, Danmark och Norge. Han blev 1826 major i generalstaben och chef för 4:e infanteridivisionens stab och utnämndes 1830 till landshövding i Uppsala län.
Robert Fredrik von Kræmer gifte sig 1824 med Maria Charlotta Söderberg, dotter till grosshandlaren Anders Petter Söderberg, ägare till Stenhammars slott utanför Flen i Södermanland. De fick fem barn. Deras son, hovmarskalk Robert von Kræmer (1825-1903), ärvde slottet 1870. "I hemmet förekom musik, högläsning, teatertablåer och dans. Hustrun Charlotta var en god pianist, hon spelade också harpa, dottern Lotten sjöng och dottern Mathilde hade skådespelartalanger. Det var inte ovanligt att dåtidens kulturkändisar, såsom Geijer, Atterbom, Josephson och prinsarna från hovet besökte slottet."

## Landshövding i Uppsala län

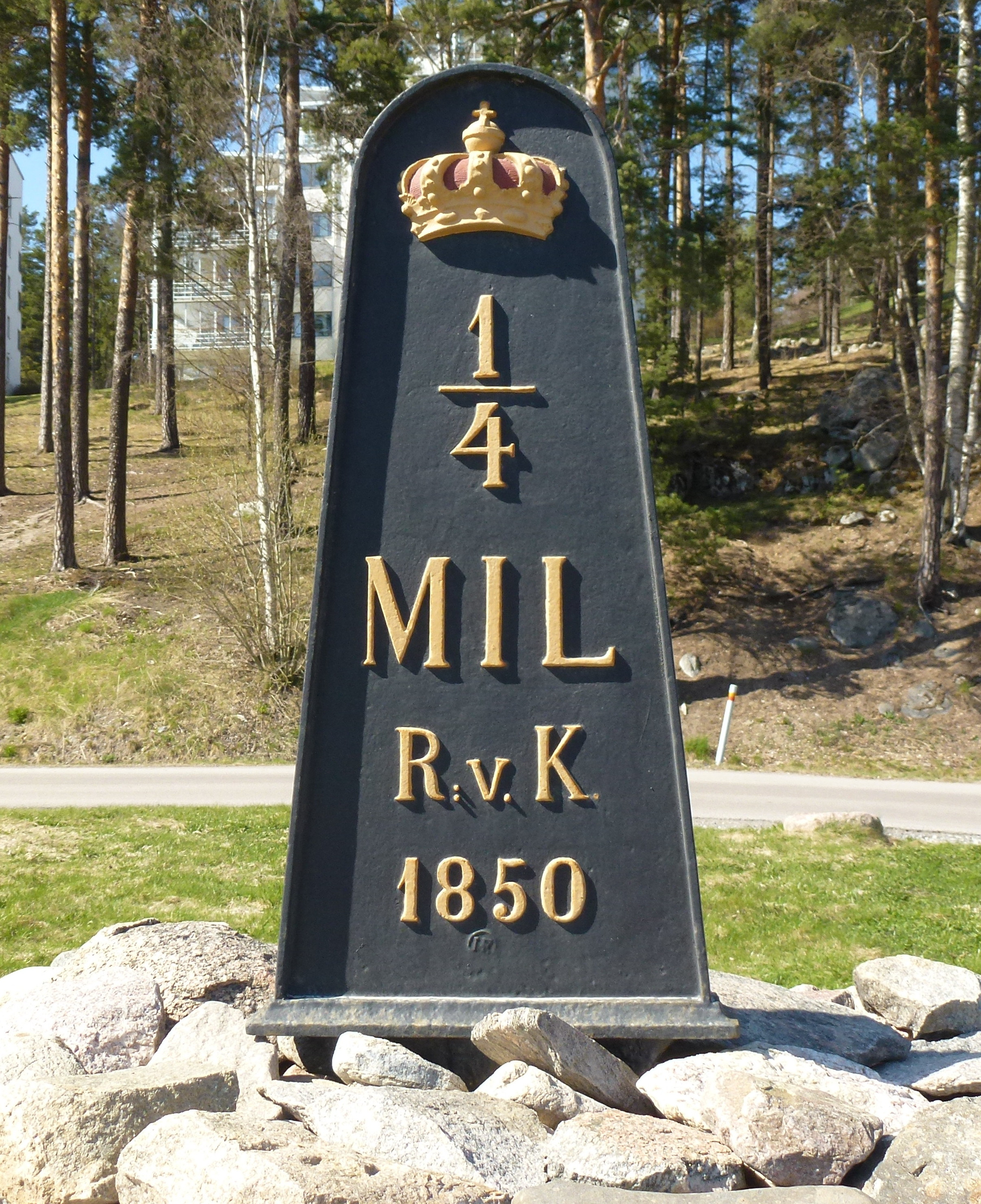
Milstolpe Kungsängen 15:1. Milstolpen är av 1850 års utförande signerade R:v.K. och är utförd i gjutjärn. Bokstäverna R:v.K. står för landshövdingen Robert Fredrik von Kræmer, som lät ställa ut dem. Både i och utanför Uppsala finns milstenar av den här typen.

Robert von Kræmer var landshövding i Uppsala län åren 1830-1863. Innan han blev utsedd till landshövding i Uppsala län år 1830 blev han officer, löjtnant och major. Under sin tid som landshövding förbättrade han kommunikationerna i länet. I landskapet finns ännu kvar milstenar med inskriptionen R.v.K – på skämt uttytt till ”Res Varligt Kanalje”! Som landshövding arbetade han på att förbättra levnadsförhållandena för länets invånare. Han var då även ordförande i bland annat drätselkammaren, hamndirektionen, sparbanken, domkyrkoförvaltningen och hushållningssällskapet. Han var med om att starta länsförsäkringsbolaget och en Sparbank i Uppsala för småsparare.
På landshövdingens köksträdgård nedanför slottet anlades en plantskola och även trädplanteringar upppmuntrades. Den plantskolan fanns kvar ända in på 1970-talet. Han tog initiativ till lantbruksinstitutet i Ultuna och hans intressen för skolor och utbildning var stort.
Huvuddelen av Lantbrukshögskolan fanns i Ultuna söder om Uppsala, och där fanns sedan 1848 en föregångare i Ultuna lantbruksinstitut. Som lantbruksinstitut och högskola har Ultuna en lång historia och nu är det är en del av Sveriges lantbruksuniversitet (SLU). Utanför Uppsala ligger Ultuna campus och det är känt för sin forskning och utbildning inom lantbruk, skogbruk, veterinärvetenskap och relaterade områden. År 1850 startades Sveriges första bondekooperativ i Örsundsbro för att främja böndernas ekonomi. Vi kan fortfarande se ”Kappen” som nu är museum intill bron i Örsundsbro. Robert Fredrik von Kræmer och hans fru ägde Taxnäs gård utanför Enköping. Taxnäs är en herrgård med två flyglar, troligen från 1700-talet, belägen vid Alstasjön i Lagunda härad i Fröslunda socken. Robert Fredrik von Kræmer tog också initiativ till startandet av ett varuanskaffningsaktiebolag 1850, kooperationen i Örsundsbro i närheten av sin egendom Taxnäs, Lagunda och Hagunda häraders varuanskaffningsbolag, för gemensamma inköp till bönderna i bygden. Det var landets första konsumentkokoperativa förening. På 1980-talet fanns bolaget ännu kvar. Robert Fredrik von Kræmer lät trycka och bland sina vänner dela ut Mina lefnadsminnen, tecknade 1866. "Det fanns invändningar att han styrde och ställde för mycket – denne handlingens man."
Bland de många särskilda åtgärder, som under hans långvariga styrelsetid kom länet eller delar av det till godo, i väsentlig mån eller helt och hållet på hans initiativ, må nämnas uppmuddringar av Fyris, Enköpings- och Örsundsåarnas nedre lopp och passagerna i sundet vid Erikssund och Stäksundet samt bildandet av bolag för ångbåtsförbindelse med Stockholm för Uppsala, Enköping och Örsundsbro, borttagandet av alla större och en mängd mindre backar på de allmänna landsvägarna, ett 40-tal sjösänkningar samt upprensningar av vattendrag, varigenom tillsammans omkring 25,000 tld jord blev odlingsbara, samt utbytandet av häradsbrandstodsföreningarna mot ett liknande bolag för hela länet (1844).

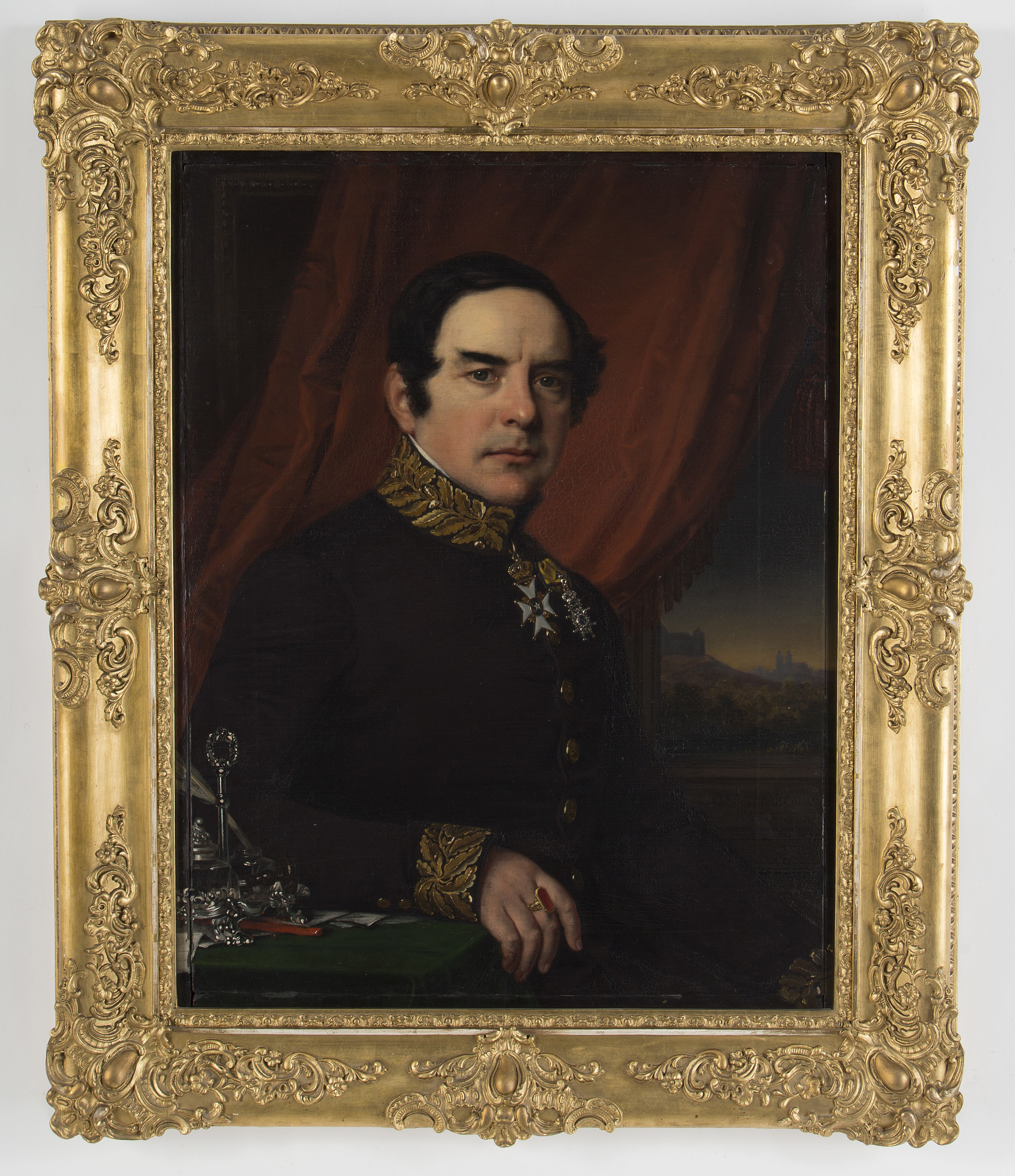
Robert Fredrik von Kræmer iklädd sin ämbetsuniform som landshövding, samt bärandes runt halsen kommendörskorset av Nordstjärneorden och sitt brillianterade ordenstecken av Svärdsorden. I bakgrunden ser man Uppsala slott och Uppsala domkyrka. Avporträtterad av Olof Johan Södermark 1848.

På Kræmers initiativ framställdes till rikets ständer de för hela landet betydelsefulla kungliga propositionerna 1840 om upprättandet av ett lantbruksinstitut vid Ultuna, 1844 om stamholländeriers uppsättande i olika delar av riket och 1856 om en geologisk undersökning av fosterjorden. Flera av ovannämnda allmännyttiga företag erfordrade offentliga penninganslag, för vilkas utverkande Kræmer måste energiskt använda hela sitt inflytande hos regeringen samt vid riksdagarna. Vid dessa insattes han flera gånger av ridderskapet och adeln till ledamot i utskott, såsom statsutskottet 1844 och 1847 samt särskilda utskottet 1853 för brännvinslagstiftningen. Allmänna lantbruksmöten i riket tillkom på grund av Kræmers motion hos Lantbruksakademien.
Kræmer, som 1844 undanbett sig överståthållarbefattningen i Stockholm och som 1847 avböjt anbudet att bli civilminister, tog 1862 avsked från posten som landshövding och lämnade 1861 ordförandeskapet i styrelsen för Ultuna lantbruksinstitut, vilket han sedan början av institutets verksamhet (1848) innehaft. 1866 lät han trycka och bland vänner utdela Mina lefnadsminnen, tecknade år 1866. 1837 hade han blivit friherre. Länet visade honom sin tacksamhet bland annat genom att dess hushållningssällskap 1863, med särskild tanke på hans kraftiga åtgärder till lindring av nöden under missväxtåren 1844–45, beslöt bildandet av "Landshövding von Kræmers understödsfond för missväxtskadade inom Uppsala län". Kræmer var ledamot av Krigsvetenskapsakademien (1828) och hedersledamot av Lantbruksakademien (1844).
Robert Fredrik von Kræmer ligger begravd på Uppsala gamla kyrkogård.

## Utmärkelser
- Riddare av Svärdsorden med briljanterat ordenstecken (1834)
- Kommendör av Nordstjärneorden
- Friherre (1837)

## Kulturhistoria
Kræmer nämns uppskattande i sångcykeln Gluntarne (1850) i Glunt nummer 4, En månskensnatt på Slottsbacken: "Kors, vad den Kraemer är bra för staden! Han bygger broar och planterar trän."